# Ambigüedad

Representaciones bidimensionales ambiguas de objetos tridimensionales.

La ambigüedad lingüística se da cuando una palabra, un sintagma, o una oración, es susceptible de dos o más significados o interpretaciones. La ambigüedad puede ser sintáctica (estructural), semántica, o pragmática.
La palabra, sintagma u oración se puede entender de más de una manera; en tal sentido, la ambigüedad tiene mucho que ver con la figura retórica o tropo llamado anfibología y, por otra parte, con el doble sentido.[cita requerida]
En sentido genérico, la ambigüedad es el atributo de cualquier concepto, idea, declaración, presentación, o reclamación, cuyo sentido, intención, o interpretación, definitivamente, no pueden ser resueltos según una regla o un proceso resoluble en un número finito de pasos.[cita requerida]

## Ambigüedad estructural
Se da en una oración o frase cuando tiene dos o más significados posibles, debido a la estructura, ya sea por el agrupamiento, orden o la distinta función gramatical.[cita requerida]

### Ambigüedad de agrupamiento

Análisis estructural de Pepe vio a Pablo enfurecido siendo Pepe quien está enfurecido.

Análisis estructural de Pepe vio a Pablo enfurecido siendo Pablo quien está enfurecido.

Una ambigüedad de agrupamiento puede darse porque una misma oración admita dos estructuras sintácticas diferentes, cada una de las cuales tiene una interpretación semántica. Algunos ejemplos son: 
Pepe vio a Pablo enfurecido y ...
Vio un hombre en un barco con un catalejo.
La pintó sentada en un escalón.
La primera de ellas podría significar que 'Pepe miró a Pablo con enfado' o que 'Pepe vio que Pablo estaba furioso'. La segunda podría significar que el hombre del barco tenía un catalejo o, en cambio, que el hombre ha sido visto a través de un catalejo. En la tercera no logramos discernir quién estaba en el escalón, la pintora o la dibujada. Otros ejemplos más complicados se refieren a oraciones de la lengua hablada que una vez escritas dejan de ser ambiguas, por ejemplo:
María guardó las revistas que Paco dejó bajo la cama
puede significar que las revistas han sido guardadas debajo de la cama o que las revistas que Paco había dejado bajo la cama se han guardado en otro sitio diferente. Aunque para la primera la oración sería también:
María guardó las revistas, que Paco dejó, bajo la cama.
Se venden zapatos de piel de señora
La segunda podría significar que los zapatos son para señoras o que están hechos con piel de señora (aunque la segunda interpretación es muy improbable).

### Ambigüedad funcional
Se da cuando una palabra o frase completa dos o más relaciones gramaticales, los morfemas y grupos son iguales para ambos significados.[cita requerida]
El pavo está listo para comer ('el pavo va a comer grano', o 'el pavo está cocinado para que una persona se lo coma')
El chancho está listo para el desayuno ('el chancho va a tomar desayuno', o 'el chancho esta en el horno')
¿Cómo se llama? (puede referirse a la segunda persona, formal, del singular, o a la tercera persona del singular)

## Ambigüedad léxica
Ambigüedad en forma de morfema o palabra. Se da cuando, en un diccionario o léxico, se permite más de una interpretación para una sola palabra. Una palabra puede pertenecer a diversas categorías gramaticales. Ofrece problemas de comprensión al receptor, la única solución es recurrir al contexto o a la situación. Se da cuando una misma palabra admite dos o más significados distintos. Sin embargo, las palabras van a tener un mismo significado en cualquier contexto.[cita requerida]

### Homonimia
Las palabras suenan igual, pero sus significados son diferentes. Hay una coincidencia gráfica de dos o más palabras que tienen significados distintos. Se producen por coincidencia de los significantes de diversos signos:
Banco: establecimiento público de crédito, constituido en sociedad por acciones.
Banco: asiento, con respaldo o sin él, en que pueden sentarse varias personas.
Banco: establecimiento médico donde se conservan y almacenan órganos, tejidos o líquidos fisiológicos humanos para cubrir necesidades quirúrgicas, de investigación, etcétera.
Banco: conjunto de peces que van juntos en gran número.
Por ejemplo, 
Han puesto un banco nuevo en la plaza
Esta frase puede tener dos interpretaciones, dependiendo de la interpretación que se le asigne a la palabra polisémica banco (es decir, o bien "Han puesto un asiento nuevo en la plaza" o bien, "han puesto una oficina bancaria en la plaza").

#### Homofonía
Palabras que se pronuncian igual, pero su escritura y sus significados son diferentes.
- Tuvo / tubo. Donde "tubo" se refiere a una pieza hueca, de forma por lo común cilíndrica y generalmente abierta por ambos extremos, y "tuvo" es el verbo 'tener' conjugado en la tercera persona de singular, en pretérito.

- Aya / haya. Donde "aya" es la persona encargada de custodiar niños o jóvenes y de cuidar de su crianza y educación y "haya" el verbo 'haber' conjugado en subjuntivo.

#### Homografía
Palabras cuya escritura y pronunciación son idénticas, aunque sus significados son distintos.
Haya (árbol, especie arbórea), haya (forma de 3.ª p. sg. del verbo 'haber').
Para (preposición), para (forma de imperativo del verbo 'parar'), para (forma de subjuntivo forma verbo 'parir').